# Bemvindo Sequeira
Bemvindo Pereira de Sequeira (Carangola, 27 de julho de 1947) é um ator, humorista, ativista político, escritor, encenador, blogueiro e babalaô brasileiro.
Artista engajado nas artes cênicas e em manifestações políticas, iniciou a carreira nos palcos teatrais, mas foi na televisão que consagrou-se ao final da década de 1980, interpretando o mendigo bêbado Bafo de Bode na novela Tieta (1989-90). Nos anos seguintes, atuou em humorísticos como a Escolinha do Professor Raimundo, até voltar a se destacar como o cangaceiro Zebedeu na novela Mandacaru (1997-98).
A partir da década de 2000, transferiu-se para a RecordTV, atuando em uma série de novelas, destacando-se como o bicheiro Alfredo em Cidadão Brasileiro (2006), mordomo Juarez em Luz do Sol (2007), o sambista Clemente em Bela, a Feia (2009–10), o mafioso Novais em Máscaras (2012), o inescrupuloso Baruk em Os Dez Mandamentos (2015–16). Simultaneamente, Bemvindo também foi colunista do portal R7.com, onde possuía um blog no qual debatia os mais variados assuntos.

## Carreira
Atuou em mais de quarenta peças teatrais e, na televisão, ficou famoso por interpretações, como "Bafo de Bode" na novela Tieta, e como "Zebedeu" na novela Mandacaru. Também é lembrado o "Seu Brasilino", personagem da Escolinha do Professor Raimundo.
Dirigente de Entidades Profissionais na área dos trabalhadores e de autores, possui curiosamente o Registro Profissional número 01 do Livro 01 às folhas 01, na Delegacia Regional do Trabalho - DRT BA. Ao lado de Lélia Abramo, Vanda Lacerda, e Otávio Augusto, participou da elaboração da Lei 6.533, que regulamentou a profissão de Artista e Técnico no Brasil. Criador do moderno Teatro de Rua no Brasil em 1977 em Salvador. Publicou o livro "Humor, Graça e Comédia" pela editora Litteris.
No cinema, participou de Joana Angélica (1979), entre outros.
Após quase 20 anos atuando quase que exclusivamente no teatro, Bemvindo recebeu um telefonema do diretor da TV Globo, Paulo Ubiratan, o convidando a atuar na telenovela Tieta. Seu personagem, o mendigo Bafo de Bode conquistou o Brasil, porém, de acordo com o próprio ator, despertou a inveja de alguns colegas de elenco.
Em 2006, participou do Tecendo o Saber, projeto educacional televiso do Instituto Paulo Freire, interpretando o Seu Celestino.
Desde 2006, o ator é contratado da Rede Record. Seu trabalho mais recente foi como Novais na novela Máscaras.
Desde 2016, Bemvindo Sequeira criou o seu próprio canal oficial no YouTube chamado originalmente de Sassarico do Bemvindo que hoje é chamado simplesmente de Bemvindo Sequeira.
Em 2017, interpretou o ex-presidente Itamar Franco no filme "O Real - O Plano Por Trás da História".
Também foi blogueiro do R7, portal de notícias da Record, onde manteve o blog "Bemvindo Sequeira".

## Filmografia

### Televisão
| Ano     | Título                          | Personagem                                        | Notas                          | Emissora      |
| ------- | ------------------------------- | ------------------------------------------------- | ------------------------------ | ------------- |
| 1985–86 | Programa de Domingo             | Vários personagens                                |                                | Rede Manchete |
| 1989    | Tieta                           | José da Silva (Bafo de Bode) / Possidônio Antunes |                                | Rede Globo    |
| 1991    | Felicidade                      | Delegado Noronha                                  | Participação especial          | Rede Globo    |
| 1991    | Estados Anysios de Chico City   | Vários personagens                                |                                | Rede Globo    |
| 1992    | Anos Rebeldes                   | Xavier                                            |                                | Rede Globo    |
| 1992–93 | Escolinha do Professor Raimundo | Brasilino Roxo / Airton Piquet Cumbica            |                                | Rede Globo    |
| 1994    | 74.5: Uma Onda no Ar            | Daniel                                            |                                | Rede Manchete |
| 1995    | Tocaia Grande                   | Lupicínio                                         |                                | Rede Manchete |
| 1997    | Mandacaru                       | Zebedeu da Silva                                  |                                | Rede Manchete |
| 1999    | Escolinha do Barulho            | Professor Benvindo Siqueira                       |                                | RecordTV      |
| 1999    | Você Decide                     | Baiacu                                            | Episódio: "A Filha de Maria"   | Rede Globo    |
| 2000    | Uga Uga                         | Tenório                                           | Participação especial          | Rede Globo    |
| 2003    | Kubanacan                       | Juanito                                           |                                | Rede Globo    |
| 2006    | Tecendo o Saber                 | Seu Celestino                                     |                                | Rede Globo    |
| 2006    | Cidadão Brasileiro              | Alfredo Dias                                      |                                | RecordTV      |
| 2007    | Luz do Sol                      | Juarez Macedo                                     |                                | RecordTV      |
| 2009    | Poder Paralelo                  | Vitor Danesi                                      |                                | RecordTV      |
| 2009    | Bela, a Feia                    | Clemente Palhares                                 |                                | RecordTV      |
| 2012    | Máscaras                        | Eric Novais (Novais)                              |                                | RecordTV      |
| 2013    | Dona Xepa                       | Dorivaldo de Souza                                |                                | RecordTV      |
| 2013    | Pecado Mortal                   | Tufik Abdala                                      |                                | RecordTV      |
| 2013    | Uma Noite de Arrepiar           | Macedônio Paranhos                                | Especial de Fim de Ano         | RecordTV      |
| 2014    | Milagres de Jesus               | Emaré                                             | Episódio: "A Mulher Encurvada" | RecordTV      |
| 2014    | Plano Alto                      | Frederico Leão                                    |                                | RecordTV      |
| 2015    | Os Dez Mandamentos              | Baruk                                             |                                | RecordTV      |
| 2016    | Vai Que Cola                    | Arnaldo                                           | Episódio: "Gaiola das Loucas"  | Multishow     |
| 2016    | Me Chama de Bruna               | Humberto                                          |                                | Fox Brasil    |
| 2017    | Belaventura                     | Páris La Rosie, Conde de Siena                    |                                | RecordTV      |
| 2018    | Jesus                           | Zacarias de Jerusalém                             |                                | RecordTV      |
| 2019    | Topíssima                       | Adolfo Constantino (Canarinho)                    |                                | RecordTV      |
| 2019    | O Figurante                     | Otacílio leão                                     | Especial de fim de ano         | RecordTV      |

### Cinema
| Ano  | Título                                         | Personagem     |
| ---- | ---------------------------------------------- | -------------- |
| 1977 | Antônio Conselheiro e a Guerra dos Pelados     | —              |
| 1979 | Joana Angélica                                 | Soldado        |
| 1988 | O Diabo na Cama                                | —              |
| 1998 | Policarpo Quaresma, Herói do Brasil            | Deputado       |
| 2001 | Amores Possíveis                               | Bilheteiro     |
| 2004 | Irmãos de Fé                                   | Judeu 2        |
| 2006 | Acredite, um Espírito Baixou em Mim            | Norberto       |
| 2014 | Sobrevivente Urbano                            | Chefe          |
| 2015 | Até que a Sorte nos Separe 3: A Falência Final | Nestor Cerveró |
| 2017 | Real - O Plano Por Trás da História            | Itamar Franco  |
| 2020 | Carlinhos e Carlão                             | Salles         |

### Teatro
| Ano  | Título             | Personagem |
| ---- | ------------------ | ---------- |
| 2018 | O fantasma autoral |            |

### Internet
| Ano           | Título            | Cargo        | Plataforma |
| ------------- | ----------------- | ------------ | ---------- |
| 2016-presente | Bemvindo Sequeira | Apresentador | YouTube    |

## Obras literárias
- SEQUEIRA, Bemvindo. Humor, Graça e Comédia. Rio de Janeiro: Litteris, 2004.
- SEQUEIRA, Bemvindo. Memórias de um Brasileiro: volume 1. Curitiba: Kotter, 2021.
- SEQUEIRA, Bemvindo. Memórias de um Brasileiro: volume 2. Curitiba: Kotter, 2022.

## Vida pessoal
Bemvindo Sequeira é engajado em mobilizações políticas desde a adolescência. Aos 17 anos, ele já era militante do Partido Comunista Brasileiro (PCB), enquanto era estudante secundarista no Colégio Estadual Mendes de Moraes, situado no bairro da Freguesia, localizado na Ilha do Governador, no município do Rio de Janeiro.
Depois do golpe militar de 1964, Bemvindo Sequeira e seu pai foram detidos pelos militares, principalmente por causa da célula do PCB que Bemvindo havia criado no Colégio Estadual Mendes de Moraes. Em razão de suas atividades políticas, Bemvindo Sequeira foi expulso do colégio e, após encontrar dificuldades em ingressar em uma nova escola pública, por sugestão de colegas do partido, acabou se envolvendo em atividades artísticas. Assim, aos 19 anos, ele fundaria, juntamente com outros jovens o grupo Teatro de Arena da Ilha do Governador.
Desde então, ele intercalou o engajamento político em sindicatos de artistas, com a militância partidária (ainda que nunca tenha disputado nenhum cargo eletivo) e com o trabalho artístico, primeiro no teatro e depois no cinema e na televisão.
Atualmente, ele é filiado ao PCdoB desde 2016.
Depois de ser assaltado na rua por cinco vezes o ator fartou-se e começou a pensar em sair do Rio de Janeiro, em busca de maior paz e segurança. A eleição de Jair Bolsonaro foi a gota de água, impulsionando o artista, assim como a esposa, para Portugal. Vive em Braga desde 2019.
Em novembro de 2021, Bemvindo Sequeira se torna viúvo em razão de sua esposa, a economista, ex-gestora pública e atriz baiana Crisálida Viegas, conhecida como Doia Sequeira, ter vindo a óbito por complicações em decorrência da Covid-19.